# Mark I (Panzer)
Der Mark I war ein britischer Panzer des Ersten Weltkrieges; er wird als der weltweit erste einsatzfähige Panzer betrachtet.

## Entwicklung

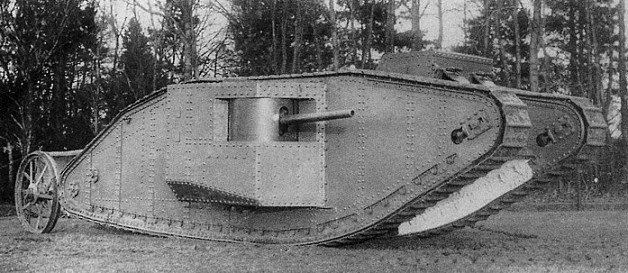
Der 1915 entwickelte Mark-I-Prototyp „Mother“ (1916)

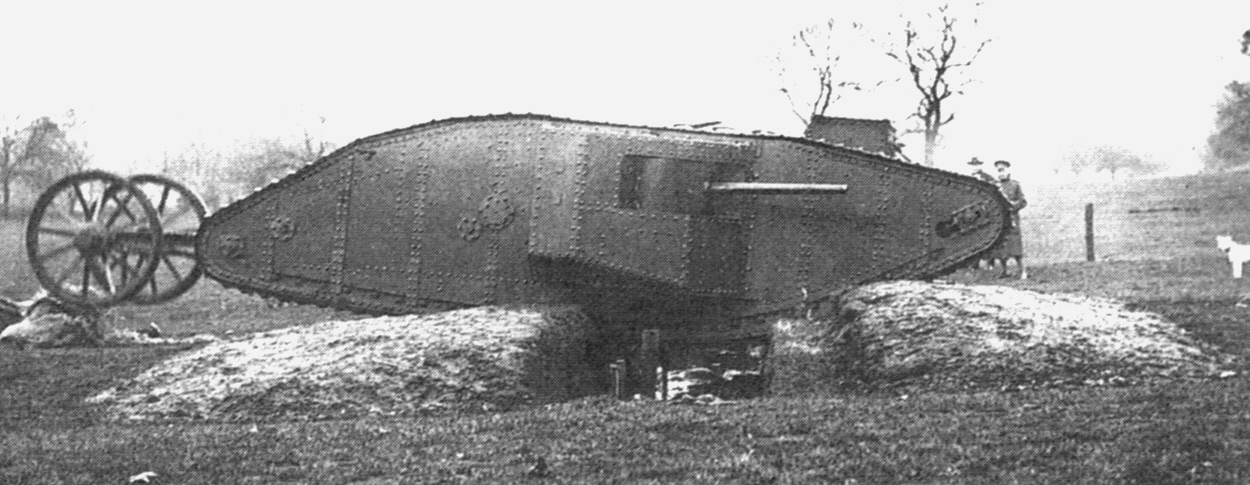
„Mother“ im Hatfield Park (1916)

Sämtliche Vorschläge ziviler Spezialisten, eine gepanzerte Kampfmaschine einzuführen, wurden vor dem Ersten Weltkrieg abgelehnt. Nach dem Beginn des Grabenkrieges machte sich der britische Offizier Ernest Dunlop Swinton daran, ein ähnliches Konzept zu entwickeln. Seine Planungen wurden allerdings in erster Instanz vom Generalstab und dem Kriegsminister Lord Kitchener abgelehnt. Nachdem Swinton seinen politischen Einfluss geltend gemacht hatte, konnte er den Test eines Probegefährts durchsetzen. Dieser schlug allerdings fehl. So wäre die Panzerentwicklung wohl zum Erliegen gekommen, wenn nicht der spätere Premierminister und damalige Marineminister Winston Churchill die Initiative ergriffen hätte. Der energische Politiker bezeichnete den Panzerentwurf kurzerhand als Landschiff und somit unter das Ressort der Marine fallend. So bildete Churchill aus Marineoffizieren und Zivilisten den Ausschuss für Landschiffe. Ab dem 17. September 1915 baute Walter Gordon Wilson den endgültigen Prototyp, später Mother genannt. Als das technische Konzept der Maschine Gestalt annahm, erhielt das Komitee im Dezember 1915 den Tarnnamen Ausschuss für die Bereitstellung von Tanks; daher der bis heute gebräuchliche englische Begriff Tank.

## Das Leben der Besatzungen

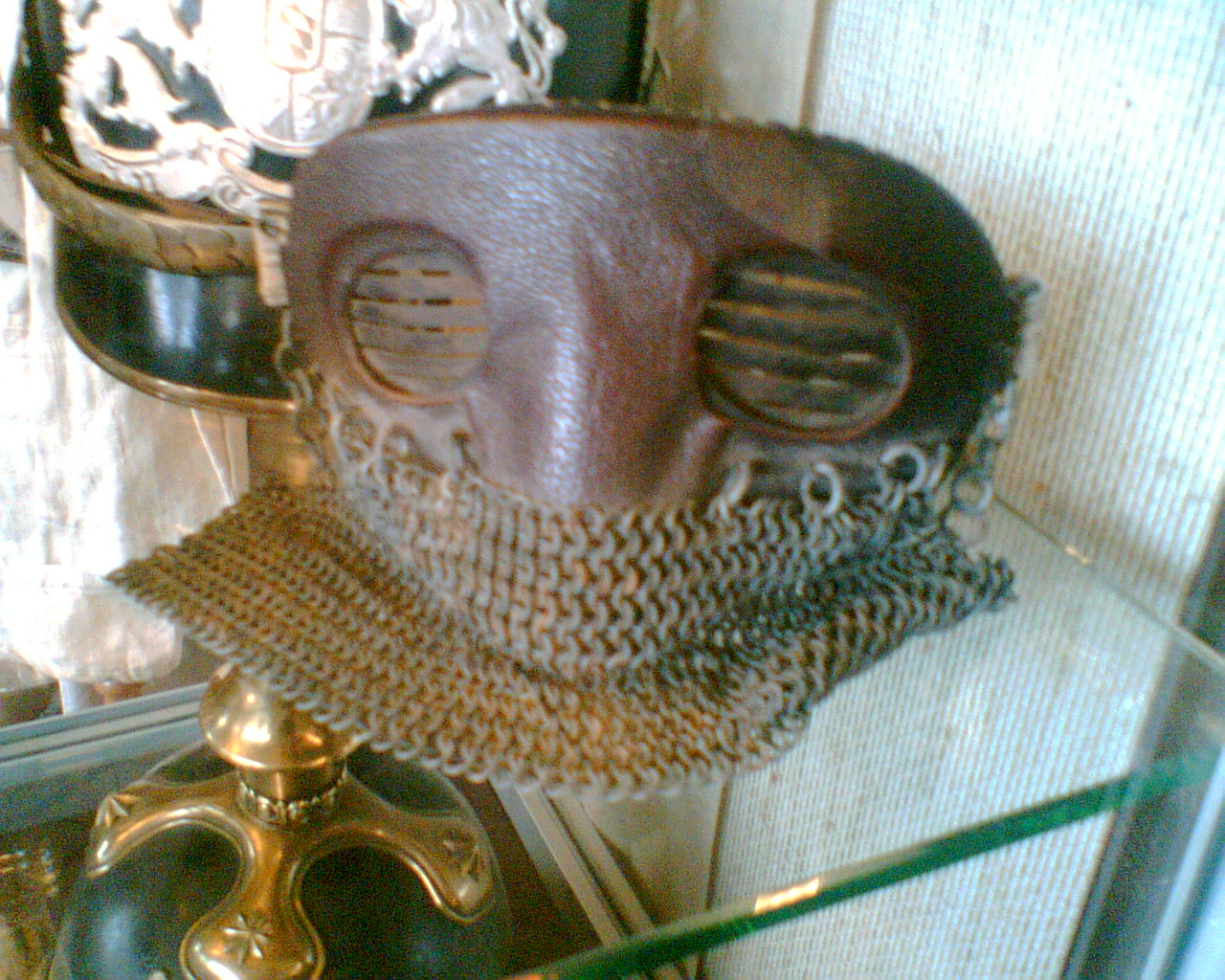
Eine Panzermaske, die Fahrer und Kommandant vor Splittern schützen sollte

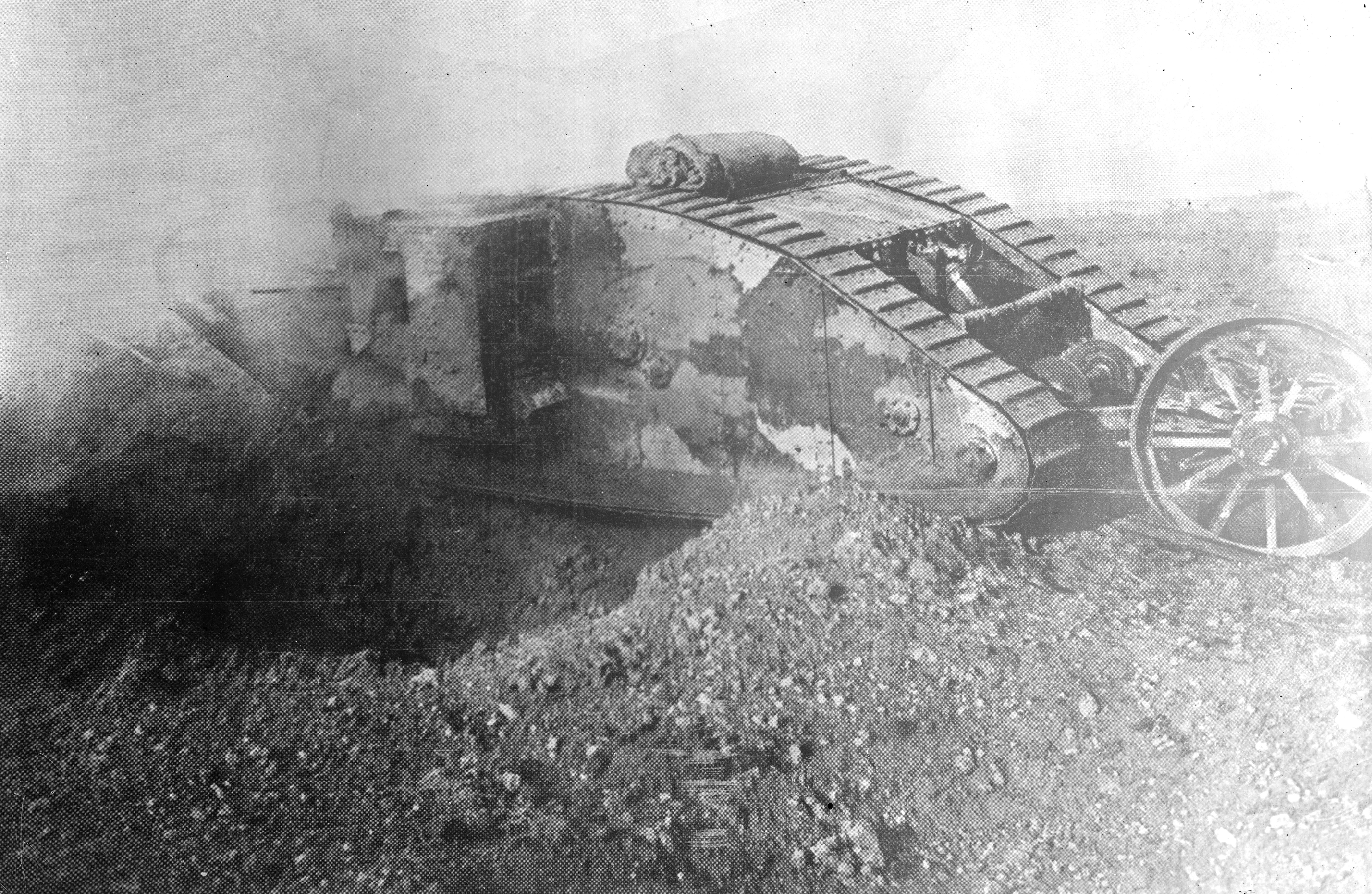
Mark I im Kampfeinsatz (ca. 1916 bis 1918)

Die noch in der Entwicklung steckende Technik forderte die achtköpfige Besatzung auf das Äußerste. Allein die Steuerung des Panzers war eine schwere Aufgabe. Das am Heck platzierte hölzerne Fahrgestell war zur Steuerung untauglich und wurde ab November 1916 weggelassen. Mit Hilfe der Kettenbremsen den Kurs zu halten, erwies sich als übermenschliche Aufgabe, da hierzu mehrere Soldaten gebraucht wurden. Als einzig gangbarer Weg zeigte sich die Entkupplung einer Kette über ein Sekundärgetriebe, um den Panzer in die gewünschte Richtung drehen zu lassen. Doch selbst das war schwierig, da die Befehle des Kommandanten nur über Klopfzeichen eines Hammers vermittelt werden konnten, denn die Motoren  übertönten jede Stimme. Diese körperliche Schwerstarbeit war bei Temperaturen von bis zu 50 °C zu verrichten; teilweise waren die Temperaturen so hoch, dass sich die Munition entzünden konnte. Auch Abgase und Pulverdämpfe drangen in den ungeschützten Innenraum ein und machten die Arbeit der ersten Panzersoldaten noch unerträglicher. Ein abgegrenzter Stauraum für Munition und Proviant war nicht vorgesehen, so dass umherrutschender Ballast ein stetes Verletzungsrisiko darstellte. Bei Beschuss konnten Splitter oder Niete im Innenraum umherfliegen; die Panzerbesatzungen waren deswegen mit schweren Lederhelmen, Kettenhemden und Gesichtsabdeckungen geschützt.

## Taktische Konzepte
Die britische Panzerdoktrin des Ersten Weltkrieges setzte auf einen paritätischen Einsatz zweierlei Versionen. Panzer des Typs Male (männlich) sollten als kombinierte MG/Geschütz-Träger befestigte Stellungen des Gegners ausheben. Die reinen MG-Träger der Version Female (weiblich) sollten dabei die notwendige Deckung gegen angreifende Infanterie bieten.
Ernsthafte Gefahr drohte den Tanks vor allem durch die deutsche Artillerie, die im direkten Richten schießend die Panzer wirksam bekämpfen konnte, aber auch MG-Beschuss, der auf einen Punkt konzentriert wurde, konnte die Panzerung durchschlagen. Deshalb schlug Swinton als neue Hauptaufgabe der eigenen Geschütze die Bekämpfung feindlicher Artilleriestellungen vor. Hierzu regte er auch Bombardierungen durch das Royal Flying Corps an, womit er ein weiteres Element des späteren Blitzkriegskonzepts vorzeichnete. Allerdings maß selbst ihr Erbauer der neuen Waffe nur begrenzten strategischen Wert zu; so charakterisierte der britische Offizier die Tanks im Abschluss einer Studie des Jahres 1916 folgendermaßen:

„Es scheint, dass die Tanks eine Hilfswaffe der Infanterie sind, deshalb müssen sie zur Infanterie gerechnet werden und im Einsatz unter gleichem Kommando stehen.“

## Der erste Einsatz – Flers 1916

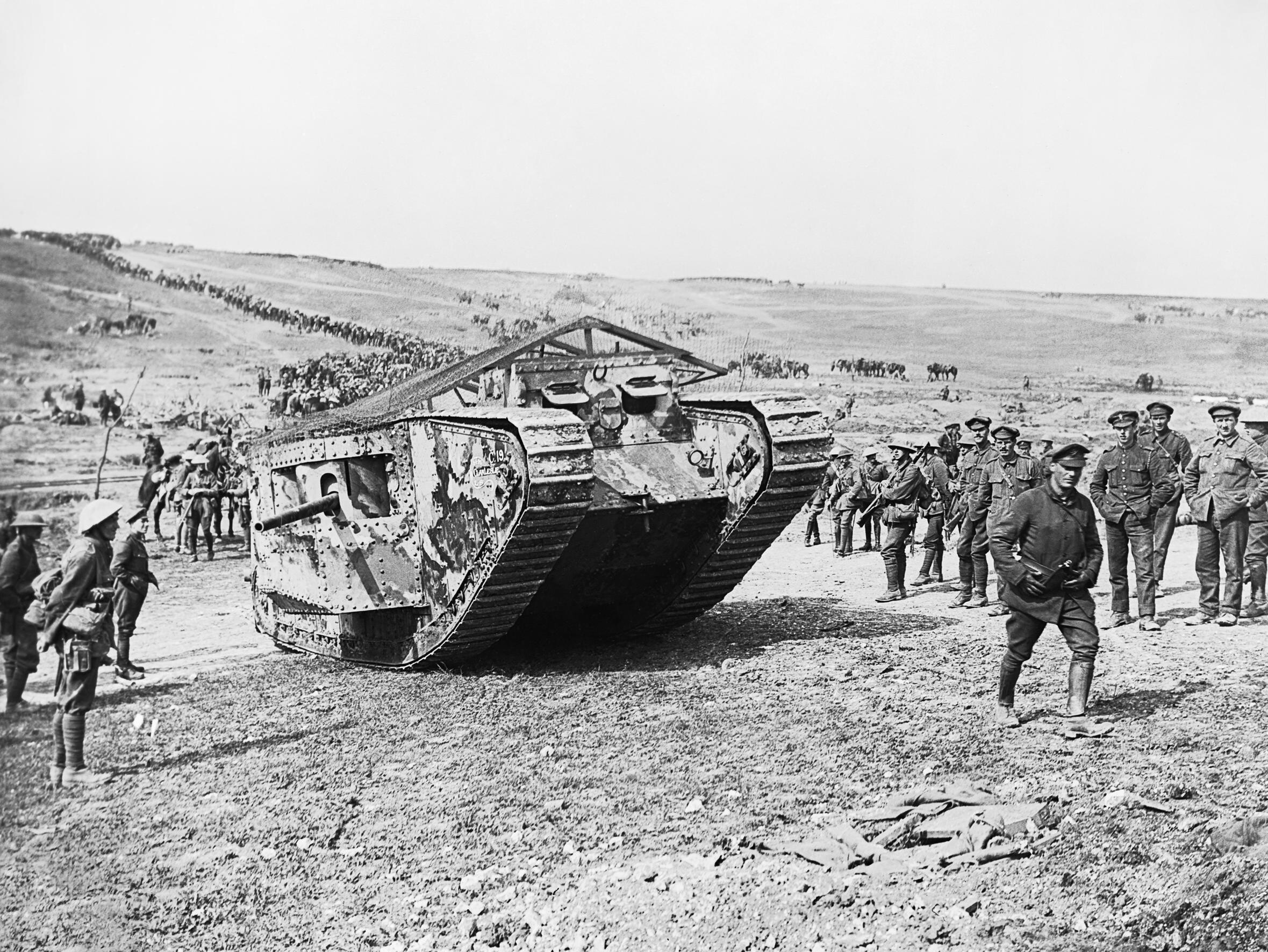
Mark-I-Panzer (männlich) bei Flers, 1916

Die neugebildete Tankwaffe wurde im Jahre ihres Erscheinens nur zweimal eingesetzt. Zum ersten Mal am 15. September mit allen verfügbaren 49 Fahrzeugen in der Schlacht an der Somme bei Flers. Entgegen den Überlegungen ihres Schöpfers wurden die neuen Kriegsmaschinen nicht zurückgehalten, bis man in großer Zahl eine Offensive starten konnte und die Waffe ausreichend erprobt war. So war der erste Einsatz von vielen Ausfällen durch mechanische Schäden gekennzeichnet. Auch wenn sich die wenigen Panzer, die durch die deutschen Linien brechen konnten, als wirkungsvoll erwiesen, waren sie für einen entscheidenden Schlag viel zu wenige.
Die ersten Meldungen in der deutschsprachigen Presse über den Einsatz am 15. September 1916 bezeichneten die Fahrzeuge als „Panzerautos“, „Motorpanzerwalzen“ oder „Panzerwagen“:

„Zu den verschiedenen Kampfmitteln, die die Gegner angewendet haben, gehört auch die neu erfundene Motorpanzerwalze, der sogenannte ‚dicke Wilhelm‘, von dem die Engländer sich einen besonders großen Erfolg versprachen. Es ist dies ein sehr stark gepanzerter und mit besonders leistungsfähigen Maschinen ausgerüsteter Selbstfahrer, auf dem sich leichte Geschütze und Maschinengewehre befinden. Das Fahrzeug soll in der Lage sein, auch über unebenes Gelände zu fahren, die Räder sind nach Art der Radgürtel bei den schweren Geschützen mit Schienenteilen versehen, die sich auf den Boden legen und selbsttätig eine ebene Fahrtfläche darstellen. Auf diese Weise soll es ermöglicht sein, auch über Gräben und tiefe Löcher vorwärts zu kommen. Durch seine nach vorn spitz zulaufende Form und seine Schwere soll dieser Panzerwagen gleichzeitig die feindlichen Hindernisse zerstören und Sturmgassen für die folgende Infanterie bahnen, während die unter Panzerschutz befindlichen Geschütze und Maschinengewehre den Verteidiger niederhalten. Die Erwartungen, die die Engländer an dieses neue Kriegsmittel geknüpft hatten, haben sich aber nach keiner Weise hin erfüllt. Eines von ihnen wurde von den deutschen Truppen erbeutet, mehrere andere von der deutschen Artillerie getroffen und bewegungsunfähig gemacht. Sie liegen halb zerstört jetzt zwischen den beiden Linien.“

Der deutsche Generalstab wurde zwar durch die neue Waffe in erhebliche Unruhe versetzt, doch hatten die Entente-Mächte das Überraschungsmoment verspielt. Da die Panzer bis auf einen weiteren kleinen Einsatz wenige Tage später im selben Jahr nicht mehr verwendet wurden, erhielten die Deutschen Zeit, sich auf die neue Technik des Gegners einzustellen. Erbeutete britische Tanks wurden während der Schlacht von Reims 1918 von den Deutschen mit ihrem Hoheitszeichen versehen gegen die Alliierten eingesetzt.

## Der zweite Einsatz – Gaza 1917
Der zweite Einsatz fand im April 1917 während der Zweiten Schlacht um Gaza statt, wo insgesamt 8 Mark I Panzer eingesetzt wurden.

## Technische Daten
|                       | „Male“                                                           | „Female“                                                         |
| --------------------- | ---------------------------------------------------------------- | ---------------------------------------------------------------- |
| Gewicht               | 28 t                                                             | 27 t                                                             |
| Länge                 | 32' 6" (≈ 9,9 m mit Steuerrad), 26' 5" (≈ 8,05 m ohne Steuerrad) | 32' 6" (≈ 9,9 m mit Steuerrad), 26' 5" (≈ 8,05 m ohne Steuerrad) |
| Breite                | 13' 9" (≈ 4,19 m)                                                | 13' 9" (≈ 4,19 m)                                                |
| Höhe                  | 8' (≈ 2,44 m)                                                    | 8' (≈ 2,44 m)                                                    |
| Antrieb               | ein Benzinmotor mit 105 bhp (≈ 106 PS)                           | ein Benzinmotor mit 105 bhp (≈ 106 PS)                           |
| Kettenbreite          | 52 cm                                                            | 52 cm                                                            |
| Höchstgeschwindigkeit | ca. 6 km/h                                                       | ca. 6 km/h                                                       |
| Tankvolumen           | 227 l                                                            | 227 l                                                            |
| Aktionsradius         | 36 km                                                            | 36 km                                                            |
| Bewaffnung            | zwei QF-6-Pfünder-Kanonen, drei .303-Maschinengewehre            | Fünf Maschinengewehre                                            |
| Panzerung             | 6–10 mm                                                          | 6–10 mm                                                          |
| Besatzung             | acht Mann                                                        | acht Mann                                                        |

## Verbleib
Der einzige noch erhaltene Mark I steht heute im Panzermuseum Bovington. Wahrscheinlich diente er während des Ersten Weltkriegs als Fahrschulpanzer.